# Arne Öhdén
Arne Edvard Öhdén, född 27 augusti 1919 i Stockholm, död 1986 var en svensk målare, tecknare, grafiker, dekoratör och illustratör. 
Han var son till kanslibiträdet Edvard Vilhelm Öhdén och Ebba Serafia Engström och från 1945 gift med kanslibiträdet Birgit Hilma Wirén. Öhdén studerade vid Académie Libre i Stockholm 1939, och för Eigil Schwab 1945–1948 samt för Stig Munthe-Sandberg 1946–1948, därefter företog han studieresor till Frankrike, Italien, Portugal, Spanien, Grekland och Tanger. Hans konst består av figur och landskapsskildringar utförda i olja, pastell, akvarell, teckning och litografi. Som illustratör har han bland annat illustrerat Sven Wernströms Rymdgänget och medverkat i Stockholms dagspress samt i tidskrifterna Vecko-Journalen, OBS!, Vi damer och All världens berättare.
Separat ställde han bland annat ut i Gävle och Malmö. Han medverkade i Nationalmuseums utställning Unga tecknare under senare delen av 1940- och början av 1950-talet och ett flertal samlingsutställningar med olika personalkonstföreningar i Stockholm. Öhdén är representerad vid Stockholms stadsmuseum med pasteller och ett grafiskt blad samt på Moderna museet med en teckning.